# Zakšov
Zakšov (německy Sachsengrün) je zaniklá vesnice ve vojenském újezdu Hradiště v okrese Karlovy Vary v Karlovarském kraji. Stála v Doupovských horách v nadmořské výšce 490 metrů asi čtyři kilometry východně od Kyselky.

## Název
Název vesnice je odvozeno z osobního jména Zaks nebo Zakeš ve významu Zaksův háj nebo palouk. V historických pramenech se objevuje ve tvarech: Zachsngryn (1355), Zachsengrin (1369), Sachsengrün (1384–1399), Saxgrun (1405), Zassingrin (1383), de Zeczgryna (1389), de Zakssowa (1411), de Zakšow (1454), „z Zakšova“ (1490), „z Zakšavy“ (1504), „z Ziakssowa“ (1532), Sachßengrun (1563), Saxengrin (1631), Sachsengrün (1785 a 1847) a Zakšov nebo Sachsengrün (1848).

## Historie
První písemná zmínka o Zakšovu pochází z roku 1318, kdy vesnici vlastnil jistý Mikuláš, předek Kfelířů ze Zakšova. V letech 1355–1364 byli jako majitelé uváděni Erhart a Vilém ze Zakšova. V majetku jejich rodu Zakšov zůstal do počátku šestnáctého století, kdy jej Adam Kfelíř ze Zakšova prodal Albertu Šlikovi. Od něj vesnici před rokem 1540 koupil Albín Šlik a připojil ji k doupovskému panství, u kterého zůstala až do roku 1850.

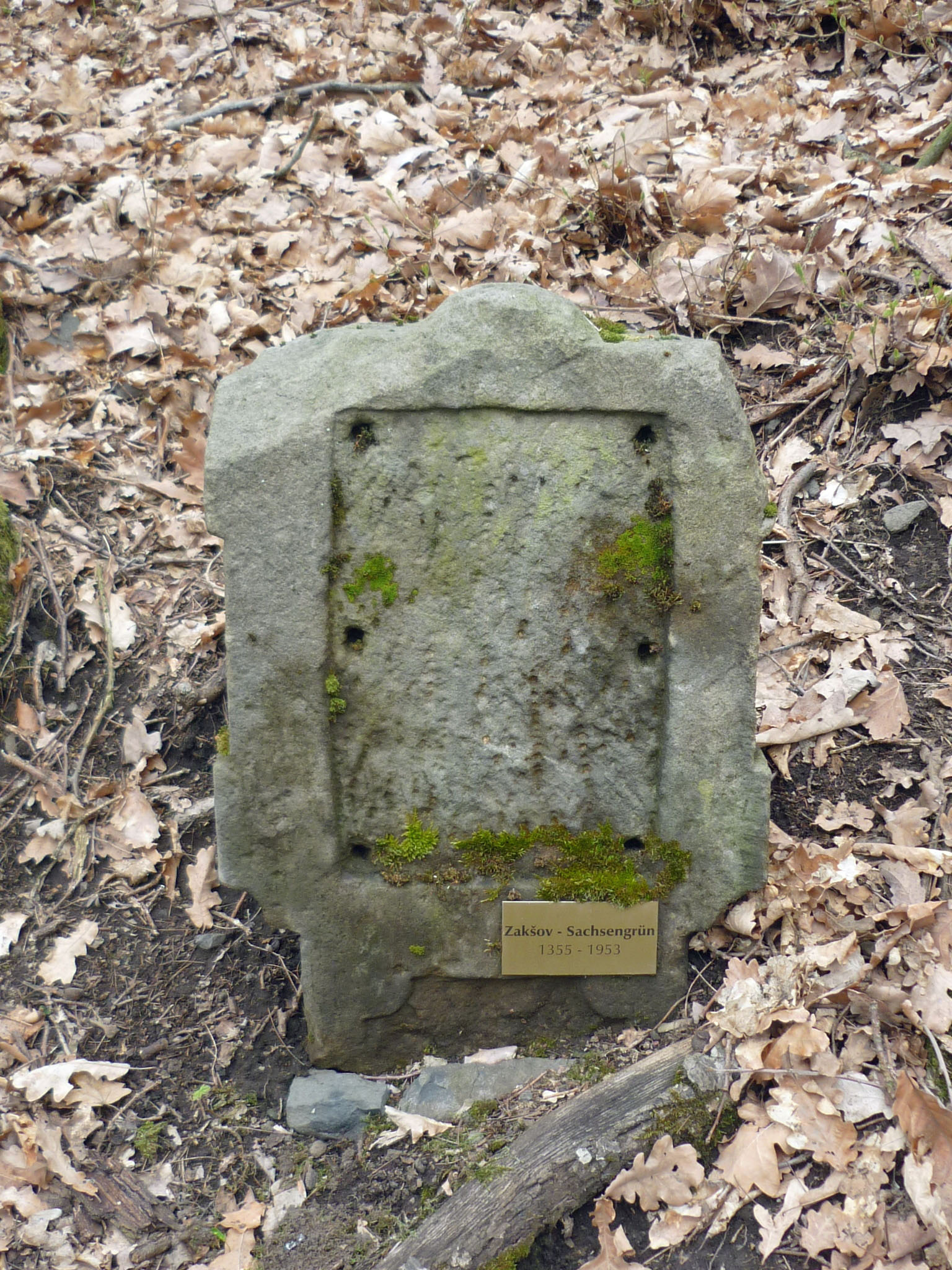
Kámen s výklenkem pro obrázek ze zaniklého Zakšova, umístěný v Lapidáriu zaniklých obcí Doupovských hor ve Vintířově

Po třicetileté válce ve vsi žilo devět sedláků, devět chalupníků, jeden zahradník a dva poddaní bez pozemků, kteří se živili jako krejčí a tkadlec. Jeden z chalupníků provozoval mlýn s jedním kolem a další měl hospodu. Na polích se pěstovalo žito a v menším množství také pšenice. Důležitou součástí obživy bývala výroba příze a šindelů. V taxaci doupovského panství z roku 1705 je Zakšov uveden jako druhá nejbohatší vesnice panství.

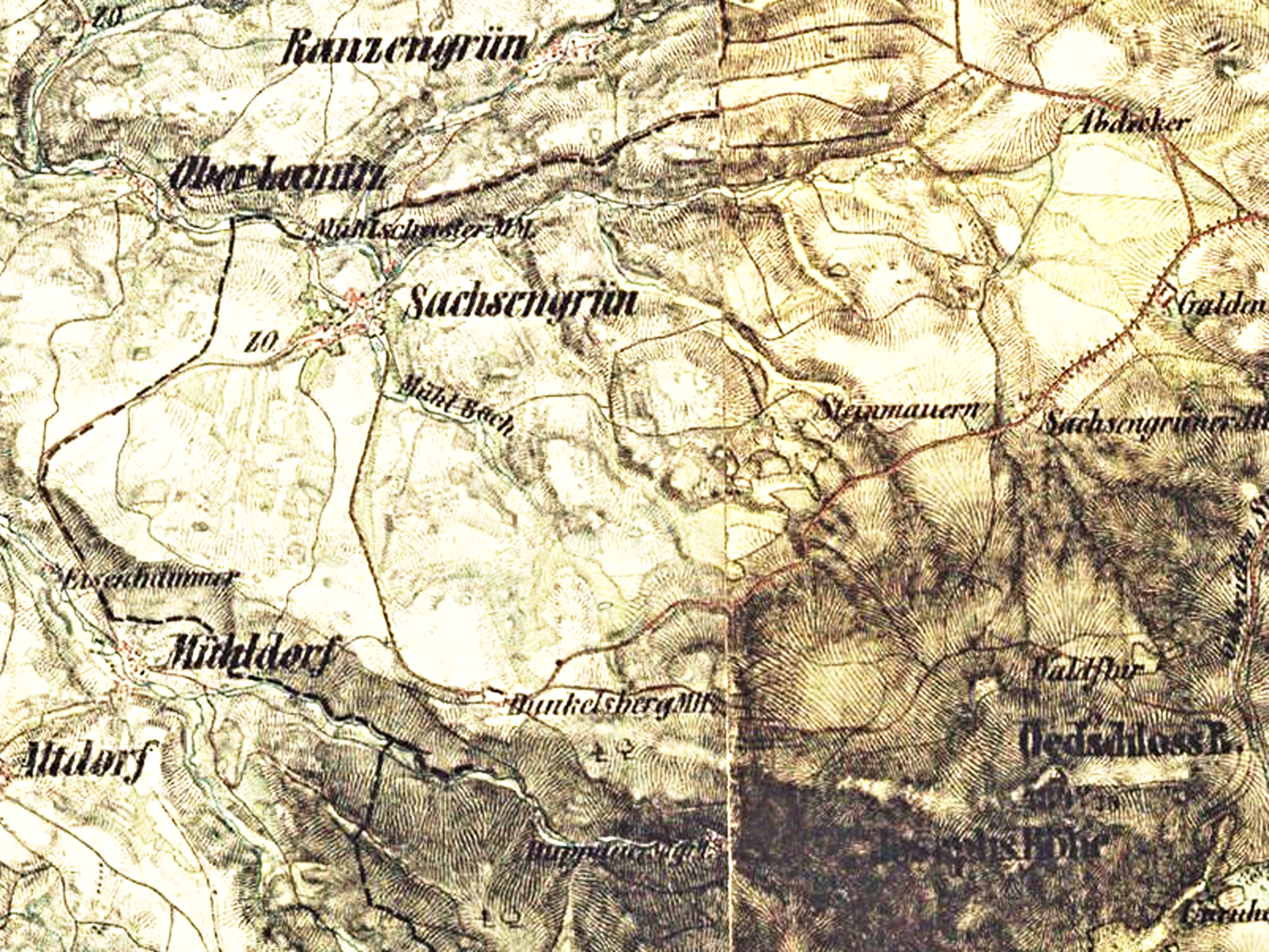
Zakšov (Sachsengrün) na mapě z poloviny 19. století

Jaroslav Schaller ve své Topografii z roku 1785 zmínil zničený zámek, na němž měl kdysi sídlil Petr Doupovec z Doupova a řídit z něj okolní, blíže neznámé, doly. Johann Gottfried Sommer ve svém díle vydaném roku 1847 v Zakšově uvedl 303 obyvatel žijících ve 44 domech, školu, mlýn s pilou, hospodu a dvůr Dunkelsberg s ovčínem, který stával asi čtvrt hodiny chůze jižně od vesnice. Ještě kolem roku 1861 se v Zakšově vyráběla prkna a šindele. Pila zaměstnávala pět pracovníků ze Saska.
Adresář z roku 1914 obsahuje zmínky o pěstování obilí a ovoce, dále uvádí dva rybníky, spořitelnu, záložnu, dvoutřídní školu s budovou postavenou v roce 1895, dva hostince, dva obchody a řadu řemeslníků. Zásobování vodou zajišťoval od roku 1904 vodovod a elektřina byla do vsi zavedena v roce 1920. Jiný adresář z roku 1924 uvádí také mlýn a parní pilu v majetku rodu Zedtwitzů, ale pošta, lékař nebo četnická stanice byly v Doupově. Po druhé světové válce došlo k vysídlení Němců. Do vsi se ale přistěhovali noví obyvatelé, takže v ní v roce 1947 žilo 99 lidí, což byla přibližně čtvrtina předválečného počtu.
Zakšov zanikl vysídlením v důsledku zřízení vojenského újezdu během první etapy rušení sídel. Úředně byl zrušen k 15. červnu 1953.

## Přírodní poměry
Zakšov stával na rozhraní katastrálních území Bražec u Hradiště a Doupov u Hradiště v okrese Karlovy Vary, asi čtyři kilometry východně od Kyselky. Nacházel se v nadmořské výšce okolo 490 metrů v údolí Lomnice. Oblast leží v západní části Doupovských hor, konkrétně v jejich okrsku Hradišťská hornatina. Půdní pokryv okolní krajiny tvoří kambizem eutrofní.
V rámci Quittovy klasifikace podnebí se Zakšov nacházel v mírně teplé oblasti MT7, pro kterou jsou typické průměrné teploty −2 až −3 °C v lednu a 16–17 °C v červenci. Roční úhrn srážek dosahuje 650–750 milimetrů, počet letních dnů je 30–40, mrazových dnů 110–130 a sníh v ní leží 60–80 dnů v roce.

## Obyvatelstvo
Při sčítání lidu v roce 1921 zde žilo 402 obyvatel (z toho 184 mužů) německé národnosti a římskokatolického vyznání. Podle sčítání lidu z roku 1930 měla vesnice 376 obyvatel: dva Čechoslováky, 373 Němců a jednoho cizince. Kromě tří evangelíků se hlásili k římskokatolické církvi.
|           | 1869 | 1880 | 1890 | 1900 | 1910 | 1921 | 1930 | 1950 |
| --------- | ---- | ---- | ---- | ---- | ---- | ---- | ---- | ---- |
| Obyvatelé | 398  | 393  | 352  | 406  | 397  | 402  | 376  | 94   |
| Domy      | 51   | 56   | 58   | 62   | 65   | 66   | 65   | 48   |

## Obecní správa

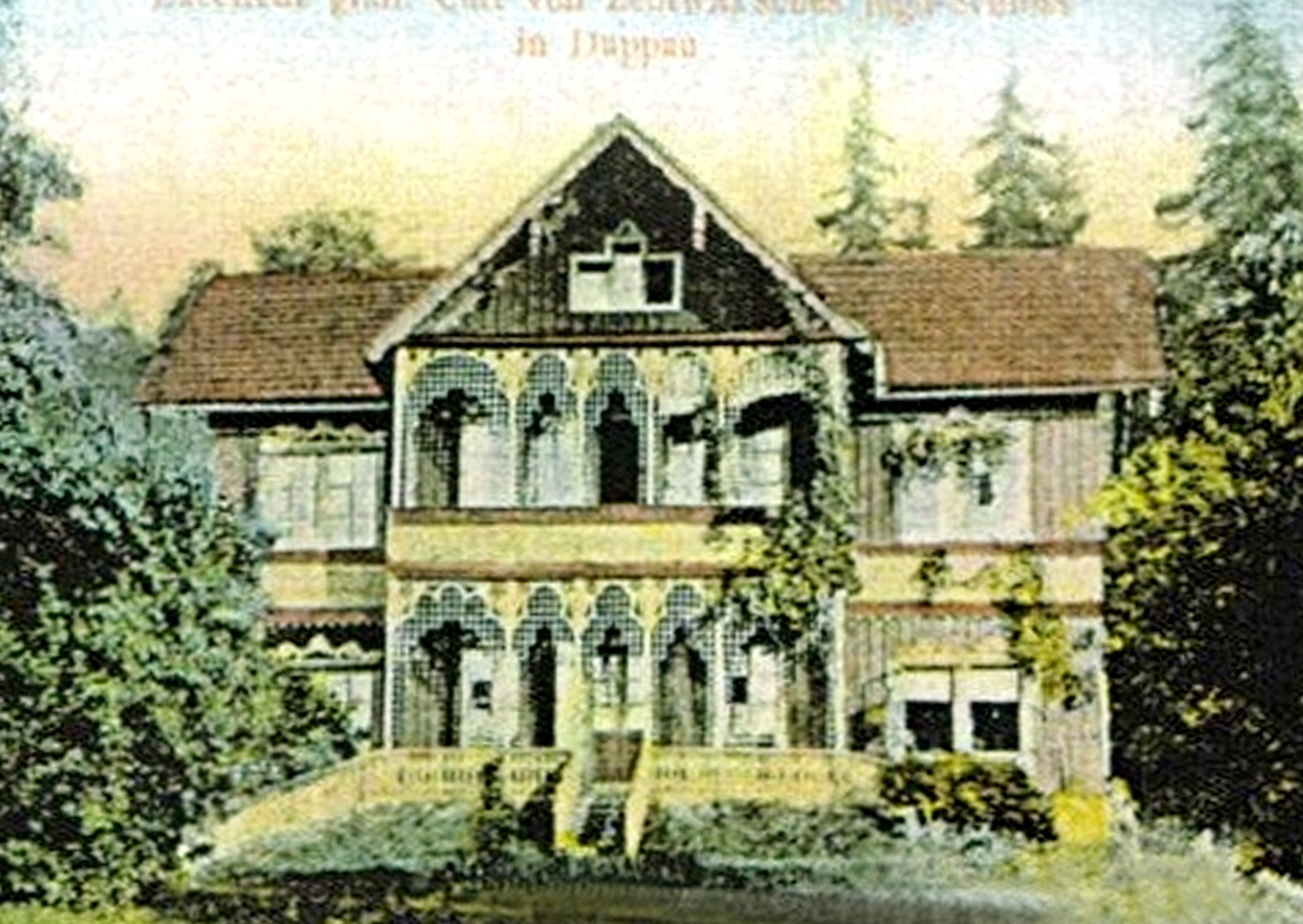
Lovecký zámeček Dunkelsberg

Po zrušení patrimoniální správy se Zakšov v roce 1850 stal obcí v okrese Kadaň. Během druhé světové války byl převeden do okresu Karlovy Vary, ale roku 1945 se vrátil zpět do kadaňského okresu.

## Pamětihodnosti
- Od čtrnáctého století v Zakšově stával kostel svatého Mikuláše. V roce 1749 na jeho místě stavitel Ch. Kosch postavil nový kostel zasvěcený později podle J. G. Sommera Povýšení svatého Kříže. Býval filiálním kostelem doupovské farnosti a teprve roku 1857 se stal farním.[3]
- Zakšovská tvrz
- Lovecký zámek Dunkelsberg